# 아사카미촌
아사카미촌(朝上村)은 일본 미에현 미에군에 설치되었던 촌이다. 현재의 고모노정의 일부에 해당한다.